# Храм Тихвинской иконы Божьей Матери (Нерастанное)
Храм Тихвинской иконы Божией Матери посёлка Нерастанное (Тихвинская церковь) — приходской православный храм в городском округе Чехов, в военном городке Нерастанное. Относится к Чеховскому благочинию Московской епархии Русской православной церкви.
Заложен в 1864 году как часть усадьбы Нерастанное, принадлежащей Беклемишевым. Освещен в 1871 году.

## Архитектура храма
Храм построен по типу Владимиро-Суздальских церквей с изящным внутренним убранством, с элементами лепнины в стиле необарокко известным московским архитектором Александром Степановичем Каминским, одним из наиболее плодовитых мастеров поздней эклектики.